# Avon (Kolorado)
Avon – miasto w Stanach Zjednoczonych, w stanie Kolorado, w hrabstwie Eagle.